# Psychroteuthis glacialis
Psychroteuthis glacialis — вид головоногих моллюсков из отряда десятируких (Decapodiformes).
Является единственным известным видом в монотипическом роде Psychroteuthis, монотипического семейства Psychroteuthidae. Хотя подтвержден только один вид, вероятно, существуют и два неописанных вида. Встречается в прибрежных водах вблизи Антарктиды и Южной Америки. Максимальная длина мантии 44 см.
Известно, что Psychroteuthis glacialis питается многими ракообразными, рыбой (например миктофовыми и антарктической серебрянкой), антарктическим крилем и практикует каннибализм. Животные, питающиеся данными кальмарами: антарктический буревестник, светлоспинный дымчатый альбатрос, тюлень Росса, южный морской слон, тюлень Уэдделла, патагонский клыкач, странствующий альбатрос, сероголовый альбатрос и императорский пингвин.